# Nowe Krąplewice
Nowe Krąplewice [pronunciación en polaco: /ˈnɔvɛ krɔmplɛˈvit͡sɛ/] (en alemán: Neu Klunkwitz) es un pueblo en el distrito administrativo de Gmina Jeżewo, dentro del Distrito de Świecie, Voivodato de Cuyavia y Pomerania, en el centro-norte de Polonia. Se encuentra aproximadamente 6 kilómetros al oeste de Jeżewo, 10 kilómetros al norte de Świecie, 51 kilómetros al noreste de Bydgoszcz, y 54 kilómetros al norte de Toruń.
El pueblo tiene una población de 269 habitantes.